# سدهار
سدهار (به انگلیسی: Sadhar) یک شهرک در پاکستان است که در پنجاب واقع شده‌است.